# Mascotas al ataque
Mascotas al ataque (título original: Pets to the Rescue) es una película sudafricana-británica de comedia y familiar de 2002, dirigida por David Lister, escrita por Christopher Atkins, Stephen Ronald Francis y Gus Silber, musicalizada por Mark Thomas, en la fotografía estuvo Vincent G. Cox y los protagonistas son Josh Grolman, Jenna Dover, Greg Evigan y Emma Samms, entre otros. El filme fue producido por Peakviewing Transatlantic PLC y se estrenó el 9 de diciembre de 2002.

## Sinopsis
Peter y Shannon se quedan solos en casa. Cuando aparece un camión repleto de oro robado, empieza la aventura. Ambos están cautivos por tres torpes ladrones de bancos, ahora deben pensar un plan para poder huir.